# الأنداندية
الأنداندية لغة من اللغات النوبية في السودان. وتكتب بالحروف العربية.